# プレミックス

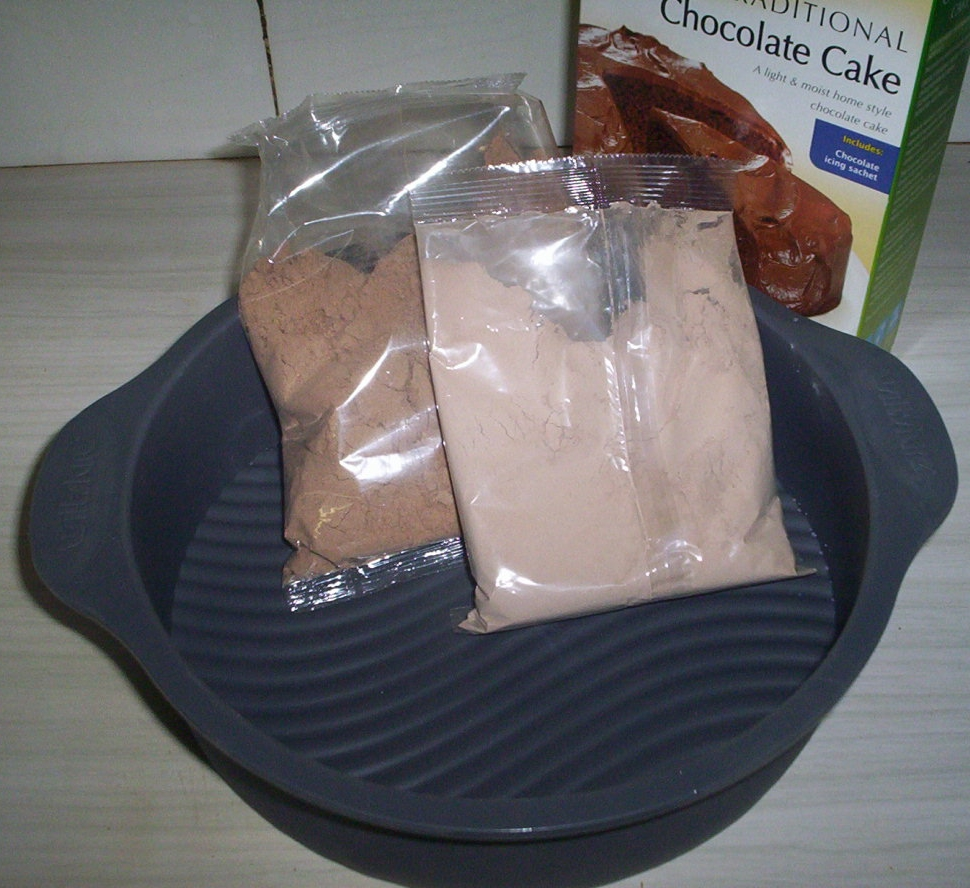
ケーキミックス

プレミックス (prepared mix) とは、小麦粉などの穀類粉、膨張剤、調味料などを用途別にあらかじめ適切な比率に配合した調整粉のことである。法制上では、小麦粉調整品や穀粉調製品と呼ぶ。

## 概要
日本の家庭ではホットケーキミックスやから揚げ粉などが一般的だが、業務用を含めると日本国内だけでも数百種類のプレミックスが存在する。海外でも、ベイクドケーキミックスやトルティーヤミックスなど、各々の国でポピュラーな料理のためのプレミックスが存在する。
1848年にアメリカで作られた、小麦粉に酒石酸と重曹を混合した商品が、世界初のプレミックスと言われる。アメリカでは1930年初頭からケーキミックスが販売され始めたが、発売当初は簡単に作れすぎて不評（当時は水を入れるだけ）だったのが、レシピの見直しとジェネラル・ミルズなどの大企業が大規模な宣伝活動をした結果、1950年代には家庭でケーキを焼く場合に半分の家庭ではケーキミックスが使われるようになった。日本では、1931年にホットケーキ用として発売された『ホットケーキの素』が初めてのプレミックス商品である。
プレミックスの利点は、薄力粉・強力粉、ベーキングパウダー、重曹、イースト、砂糖、塩などの目的の料理に応じた複数の材料が適切な配合で最初から用意されているため、手間、時間、在庫的コストを圧縮できること、そのままレシピどおりに調理すれば失敗を少なく目的の料理が作れることである。